# Лангстон (Оклахома)
Лангстон (енгл. Langston) град је у америчкој савезној држави Оклахома.

## Демографија
По попису из 2010. године број становника је 1.724, што је 54 (3,2%) становника више него 2000. године.
| Група             | 2000.         | 2010.         |
| Белци             | 55 (3,3%)     | 44 (2,6%)     |
| Афроамериканци    | 1.558 (93,3%) | 1.606 (93,2%) |
| Азијати           | 0 (0,0%)      | 7 (0,4%)      |
| Хиспаноамериканци | 22 (1,3%)     | 35 (2,0%)     |
| Укупно            | 1.670         | 1.724         |